# 제21회 한국대중음악상
제21회 한국대중음악상은 2024년 2월 29일 대한민국 서울특별시에서 개최되었다. 한국대중음악상 선정 위원회가 주최하고 대한민국 문화체육관광부와 한국콘텐츠진흥원이 후원하는 이 시상식은 2022년 12월 1일부터 2023년 11월 30일 사이에 대한민국에서 발매된 최고의 음악을 선정했다.
다른 한국 음악 시상식과 달리, 한국대중음악상은 음반 판매량보다는 음악적 성과를 기반으로 한다. 수상자는 음악 평론가, 라디오 프로그램 제작자, 학계 인사 및 기타 음악 산업 전문가로 구성된 한국대중음악상 선정 위원회 패널에 의해 결정된다.
후보작은 2024년 1월 26일에 발표되었다. 걸그룹 NewJeans, 래퍼 빈지노, 록 밴드 실리카겔이 각각 5개의 최다 부문 후보에 올랐다. NewJeans와 실리카겔은 각각 3개의 상을 수상하며 최다 수상자가 되었다.

## 수상작 및 후보작

### 주요 부문
수상자는 굵은 글씨로 먼저 표시되며, 이중 단검(‡)으로 표시된다. 후보작은 알파벳 순으로 나열된다.
| 올해의 음반 - 빈지노 – Nowitzki - 이진아 – Hearts of the City - NewJeans – Get Up - 실리카겔 – Machine Boy - 여유와 설빈 – Comedy                                                    | 올해의 노래 - NewJeans – "Ditto" - 빈지노 – "Travel Again" (featuring Cautious Clay) - 하이키 – "Rose Blossom" - 정국 – "Seven" (feat 라토) - 실리카겔 – "Tik Tak Tok" (featuring So!YoON!)                     |
| 올해의 음악인 - 실리카겔 - 빈지노 - Carina Nebula - 정국 - NewJeans - 웨이브 투 어스                                                                                                 | 올해의 신인 - KISS OF LIFE - 동이 - 하이키 - 하넬 - 문미향 - NO.LINK |
| 최우수 K-Pop 음반 - NewJeans – Get Up - Billlie – The Billage of perception: chapter three - 정국 – Golden - KISS OF LIFE – Born to Be XX - 투모로우바이투게더 – 이름의 장: FREEFALL | 최우수 K-Pop 노래 - NewJeans – "Ditto" - FIFTY FIFTY – "Cupid" - 하이키 – "건물 사이에 피어난 장미" - IVE – "I Am" - 정국 – "Seven" (feat 라토)                                                                 |
| 최우수 팝 음반 - 이진아 – Hearts of the City - 카코포니 – DIPUC - 김세정 – Door - 김수영 - Round and Round - 박재정 – Alone - 윤지영 – In My Garden                                  | 최우수 팝 노래 - AKMU – "Love Lee" - 딘 – "Die 4 You" - 박재정 – "헤어지자 말해요" - 윤지영 – "In My Garden" - 윤석철 & 세진 – "칵테일 파라다이스"                                                              |
| 최우수 록 음반 - OVerdrive Philosophy – 64 see me - 봉제인간 – 12 Languages - 오칠 – 불타는 도시 - 쏜애플 – 동물 - Touched – Yellow Supernova Remnant - 전파사 – 이분기 실적         | 최우수 록 노래 - 서울전자음악단 – Ghost Writers - 게이트 플라워즈 – "All In" - 오칠 – "Something's Wrong" - OVerdrive Philosophy – "Soju & Soul" - 전파사 – "I'm Blues Man"                                     |
| 최우수 모던 록 음반 - 실리카겔 – Machine Boy - 다브다 – Yonder - 정우 – Cloud Cuckoo Land - 파란노을 – After the Magic - 웨이브 투 어스 – 0.1 Flaws and All                          | 최우수 모던 록 노래 - 실리카겔 – "Tik Tak Tok" (featuring So!YoON!) - 조용필 – "Feeling of You" - 다브다 – "Flower Tail" - 정우 – "Cloud Cuckoo Land" - Verycoybunny – "Now or Never"                           |
| 최우수 일렉트로닉 음반 - Yetsuby – My Star My Planet My Earth - Cifika – ION - Hypnosis Therapy – Psilocybin - No. Link – Move That - Otot – 21st Century Electronic Duo             | 최우수 일렉트로닉 노래 - Cifika – "Hush" - 기나이직 – "Farewell Two Shell" - Hypnosis Therapy – "JONGNO" - 키라라 – "Numbers" - Mount XLR – "Acid Wasp"                                                         |
| 최우수 랩 & 힙합 음반 - 빈지노 – Nowitzki - 키드밀리 – Beige - Lonbonabeat! – Trapstar Lifestyle - O'Domar – Propaganda X - Skyminhyuk – Liberation                                  | 최우수 랩 & 힙합 노래 - 이센스 – "What the Hell" - 빈지노 – "Travel Again" (featuring Cautious Clay) - Lobonabeat! – "Young Boy" (feat. Oygli) - 키드밀리 – "25" (feat. 양홍원) - Skyminhyuk – "14-23"          |
| 최우수 R&B & 소울 음반 - Jerd – Bomm - BRWN – Yours Truly - 크러쉬 – Wondergo - 후디 – Sailing - 유라 – (1)                                                                          | 최우수 R&B & 소울 노래 - 유라 – "Motif" - Jerd – "Closed" (feat. Jjangyou) - Soul Delivery – "Whiskey" (with Sole and Thama) - Sumin – "Closet" (feat. 엄정화) - Thama – "Bump It Up"                           |
| 최우수 포크 음반 - 여유와 설빈 – Comedy - 허정혁 – Bud Days - 황푸하 – Two Faces - 정밀아 – Riverside - 이형주 – To Cherish - 이민휘 – 돌아갈 곳                                     | 최우수 포크 노래 - 여유와 설빈 – "밤하늘의 별처럼" - 황푸하 – "Fire" - 황푸하 – "서툰 마음" - 정밀아 – "Describe" - 이민휘 – "돌아갈 곳"                                                                        |
| 최우수 재즈-연주 음반 - 이수정 – Four Seasons - 허대욱 – Will It Be Spring Tomorrow? - 정수민 – Intrinsic Nature - 임미정 – Flow - 송남현 – The Verdant Hill                         | 최우수 재즈-보컬 음반 - 김유진 – Extraordinary - Carina Nebula – Good Match - 문미향 – I Wished On the Moon - 써니 김, Vardan Ovsepian & 벤 몬더 – Liminal Silence - Vardan Ovsepian and 송이전 – Lawless Heart |
| 최우수 메탈 & 하드코어 음반 - 마하트마 – Reason for Silence - Doguul – If These Bodies Could Talk - 할로우 잰 – Confusion - 노이지 – Behind the Mask                                 | 최우수 글로벌 컨템포러리 음반 - 동이 – a method for capsaicinoid analysis - 앙상블 시나위 – Cosmos - 하넬 – Vals del Sí - 이슬 김의 투 보이스 – Evolving                                                        |

### 특별상
- 공로상 – 강태환[6]